# Sim Bhullar
Gursimran "Sim" Bhullar (ur. 2 grudnia 1992 w Toronto) – kanadyjski koszykarz hinduskiego pochodzenia, środkowy, aktualnie zawodnik Dacin Tigers.

## Osiągnięcia
Stan na 12 marca 2018, na podstawie, o ile nie zaznaczono inaczej.
NCAA
- Uczestnik turnieju NCAA (2013, 2014)
- Mistrz turnieju konferencji Western Athletic (WAC – 2014)
- 2-krotny MVP turnieju WAC (2013, 2014)
- Najlepszy pierwszoroczny zawodnik WAC (2013)
- Zaliczony do:
  - I składu:
    - turnieju WAC (2013, 2014)
    - najlepszych nowo-przybyłych zawodników WAC (2013)
    - defensywnego WAC (2014)

  - III składu WAC (2013)
- Lider Konferencji WAC w blokach oraz skuteczności rzutów z gry (2014)

Drużynowe
- Mistrz Tajwanu (2017)

Indywidualne
- Zaliczony do:
  - III składu debiutantów D-League (2015)
  - II składu defensywnego D-League (2015)
- Lider D-League w:
  - blokach (2015)
  - skuteczności rzutów z gry (2015)

Reprezentacja
- Wicemistrz igrzysk panamerykańskich (2015)
- Brązowy medalista mistrzostw Ameryk U–18 (2010)
- Uczestnik:
  - Nike Global Challenge (2010, 2011)
  - mistrzostw świata U–19 (2011 – Łotwa)